# Peyrissas
Peyrissas é uma comuna francesa na região administrativa de Occitânia, no departamento de Alta Garona. Estende-se por uma área de 7,82 km². Em 2010 a comuna tinha 84 habitantes (densidade: 10,7 hab./km²).